# انتخابات الرئاسة الأمريكية 1912
الانتخابات الرئاسية الأمريكية 1912 هي الانتخابات الرئاسية الأمريكية التي جرت في 5 نوفمبر 1912، لانتخاب رئيس الولايات المتحدة، فاز بالانتخابات وودرو ويلسون.

## معرض صور

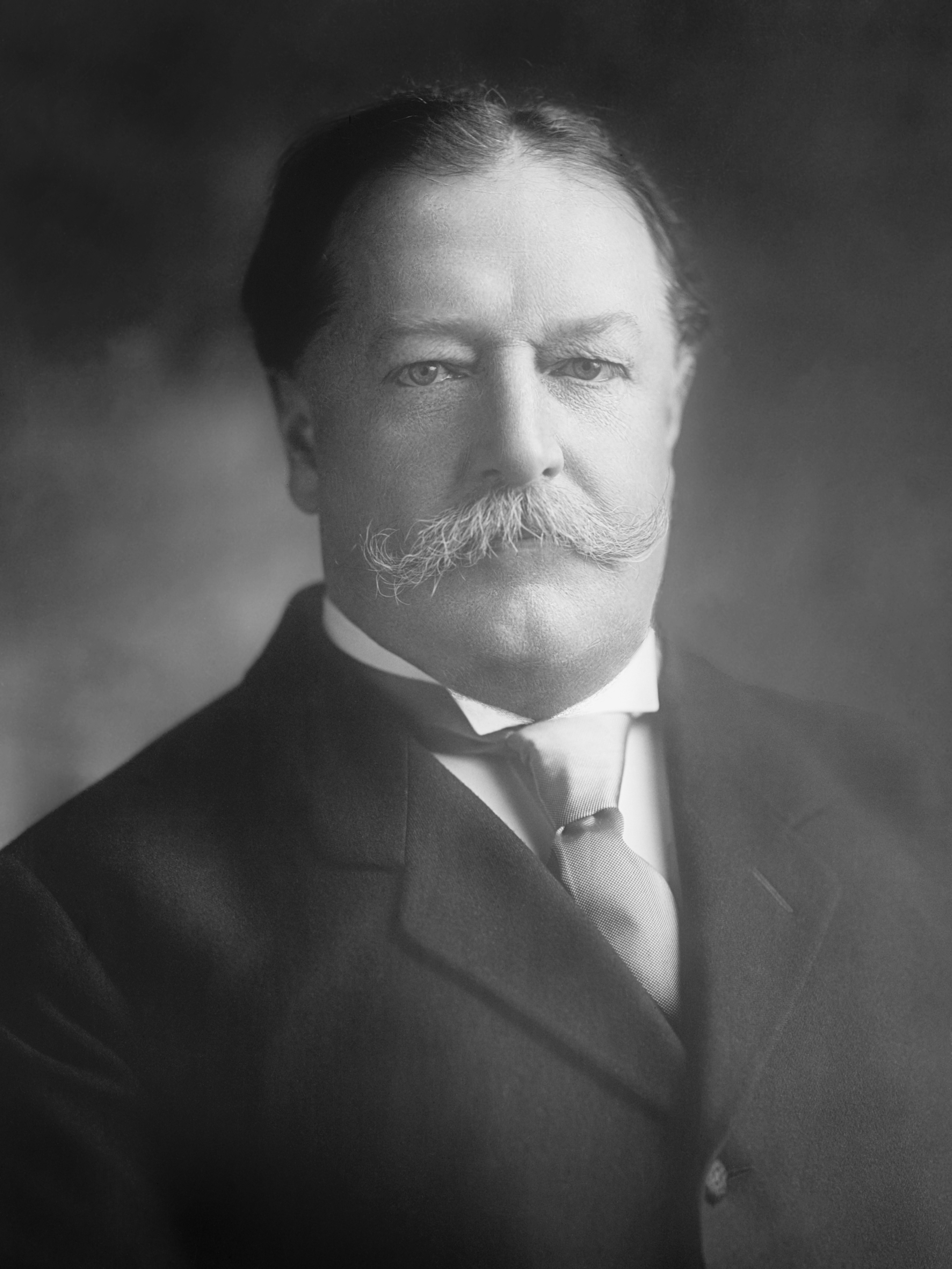
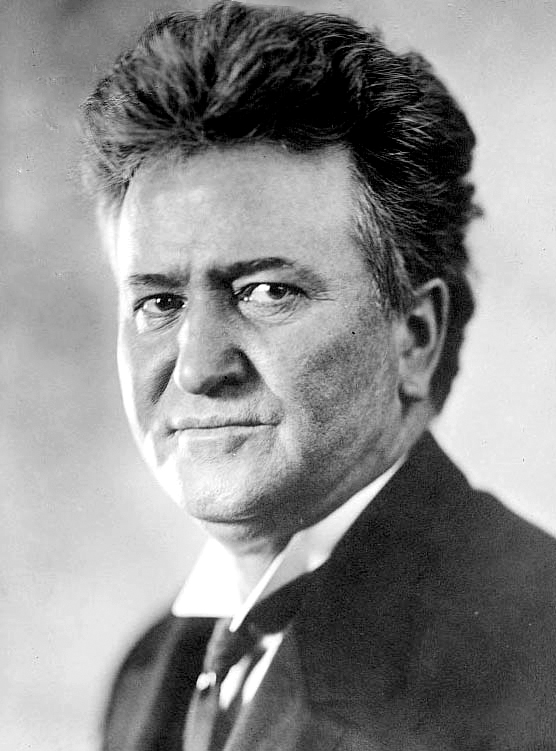
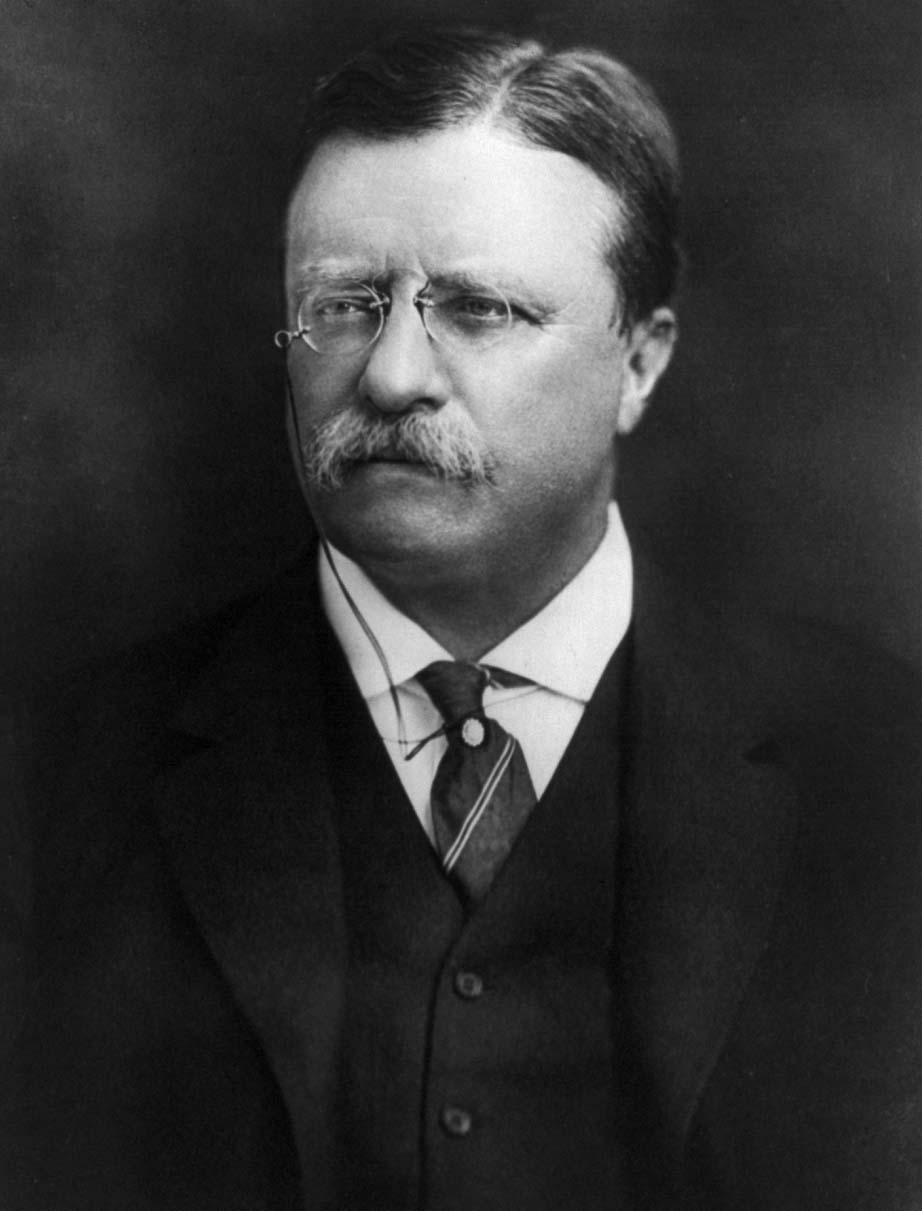

## المرشحين
| المرشح       | الحزب | عدد الأصوات |
| ------------ | ----- | ----------- |
| وودرو ويلسون |       |             |